# Lorde
Lorde, pseudonimo di Ella Marija Lani Yelich-O'Connor (Auckland, 7 novembre 1996), è una cantautrice neozelandese con cittadinanza croata.
Sotto contratto con l'etichetta discografica Universal Music Group dal 2009, è salita alla ribalta grazie al singolo di successo planetario Royals, che insieme a Tennis Court e Team ha anticipato l'album in studio d'esordio Pure Heroine (2013), impostosi come il secondo progetto discografico più venduto dell'anno in Nuova Zelanda. L'anno seguente si è invece occupata della realizzazione dell'intera colonna sonora del film campione d'incassi Hunger Games: Il canto della rivolta - Parte 1, per cui ha anche composto e cantato il singolo di lancio Yellow Flicker Beat. Nel 2017, dopo oltre tre anni di parziale assenza dalle scene musicali, pubblica il secondo album Melodrama, che ha co-prodotto insieme a Jack Antonoff; il disco viene ampiamente acclamato dalla critica e ha debuttato direttamente al vertice della Billboard 200, la classifica degli album più venduti negli Stati Uniti d'America, divenendo il primo e unico album dell'artista a raggiungere tale posizione. Al 2021 e al 2025 risalgono invece la pubblicazione del terzo e quarto album Solar Power e Virgin.
Lorde unisce nella sua musica generi elettronici e indie, dando vita ad un pop all'avanguardia, influenzato anche dal chillwave. Le sue opere hanno ricevuto immediati e ampi consensi da parte di pubblico e critica, fruttandole numerosi riconoscimenti, fra cui due Grammy Award vinti nel 2014 grazie al singolo Royals e una candidatura ai Golden Globe 2015 nella sezione miglior canzone originale per Yellow Flicker Beat. Con una vendita complessiva di oltre 15 milioni di singoli e più di 5 milioni di album, detiene il primato di artista musicale neozelandese di maggiore successo commerciale a livello internazionale. La nota rivista Time l'ha inclusa nella lista riguardante i teenager più influenti del 2013 e del 2014 e, sempre nel 2014, è stata inserita anche nella medesima classifica stilata da Forbes.

## Biografia

### Infanzia ed esordi
Ella Yelich-O'Connor è nata a Takapuna, sobborgo di North Shore (sita a nord di Auckland) il 7 novembre 1996, da Vic O'Connor, un ingegnere civile di origini irlandesi, e Sonja Yelich, una poetessa proveniente da una famiglia di immigrati croati. I genitori si sono sposati solo nel 2017, in una cerimonia con pochi intimi ad Auckland. Secondogenita di quattro figli, ha una sorella maggiore, Jerry, e due fratelli minori: Angelo e Indy. Sin da piccola è stata incoraggiata dalla madre alla lettura, attività che le ha permesso di sviluppare un suo stile di scrittura che si ritrova nei testi delle sue canzoni.
All'età di cinque anni, prese parte ad un gruppo teatrale grazie al quale poté affinare le proprie capacità oratorie. Durante il periodo degli studi, perseguiti fra i quartieri di Vauxhall e Belmont, ha giocato a netball insieme all'allora compagna di scuola Eliza McCartney, divenuta poi un'atleta di successo e medaglia di bronzo ai Giochi della XXXI Olimpiade disputati a Rio de Janeiro nel 2016.

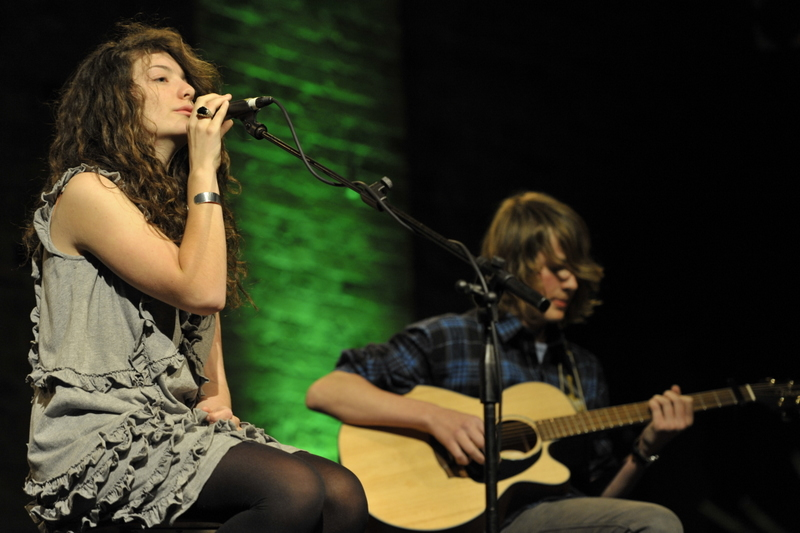
Lorde durante un'esibizione con Louis McDonald nel 2010

Nel maggio del 2009, il duo composto da Ella e l'amico Louis McDonald vinse l'annuale talent show indetto dalla scuola media di Belmont e nell'agosto successivo vennero invitati a partecipare ad un'intervista per l'emittente radiofonica Radio New Zealand. Qui eseguirono le cover di Mama Do (Uh Oh, Uh Oh) di Pixie Lott e Use Somebody di Kings of Leon. In seguito il padre di Louis, Ian, mandò una versione registrata di Warwick Avenue di Duffy al talent scout della A&R, Scott Maclachlan, il quale offrì solo ad Ella, nell'anno seguente, un contratto con la Universal, dandole l'opportunità di elaborare la propria vocazione artistica lavorando con diversi compositori e cantautori e formandosi completamente già all'età di quindici anni.

### 2012-2015: il successo diRoyalsePure Heroine
Ella ha adottato come nome d'arte quello di Lorde poiché affascinata «dal mondo aristocratico». Tuttavia, il nome Lord a suo vedere sarebbe stato troppo maschile, pertanto ha deciso di aggiungere una «e» per renderlo più femminile.
Nel novembre 2012 Lorde pubblica il suo EP d'esordio, The Love Club EP, autoedito e disponibile gratis attraverso il sito SoundCloud. Visto l'incoraggiante successo ottenuto, a marzo 2013 lo stesso EP viene pubblicato in formato digitale, e, successivamente, anche come CD. Esso contiene cinque brani, tra i quali viene estratto come primo e unico singolo Royals, brano che nel giro di pochi giorni si piazza al vertice della classifica neozelandese mantenendolo per tre settimane. Frattanto, nel giugno 2013, Royals viene pubblicato anche in Nord America, vendendo in una sola settimana 85 000 copie in territorio statunitense. Royals, nel corso dell'anno, diventa una hit di grande successo commerciale a livello globale e riuscendo anche a farsi spazio all'interno della classifica riguardante i singoli più venduti di sempre; il brano si è spinto fino alla vetta della classifica statunitense dei singoli, che ha mantenuto per nove settimane non consecutive, rendendola la più giovane artista ad avere un singolo in testa alla sopraccitata graduatoria sin dai tempi di I Think We're Alone Now cantata da Tiffany nel 1987. Inoltre, il brano si aggiudica tre candidature ai premi Grammy 2014 nelle categorie di registrazione dell'anno, canzone dell'anno e miglior performance vocale pop solista, trionfando nelle ultime due categorie citate. Dal momento che Lorde all'epoca era diciassettenne, è risultata essere l'artista neozelandese più giovane in assoluto a vincere il riconoscimento e in generale la terza nella storia del suo paese. Contestualmente, le viene riconosciuto il titolo di artista più giovane a ricevere una candidatura come registrazione dell'anno, superando Monica, riuscita nell'impresa all'età di diciotto anni con The Boy Is Mine in collaborazione con Brandy.
Il secondo singolo ufficiale, Tennis Court, viene pubblicato nel Regno Unito il 7 giugno 2013 e l'8 in Nuova Zelanda per via del fuso orario. Tennis Court esordisce direttamente al primo posto della classifica neozelandese e, poiché nella stessa settimana erano presenti in classifica anche Royals, Swingin' Party e The Love Club, Lorde è stata consacrata come la prima artista nella storia della musica neozelandese a piazzare quattro brani contemporaneamente entro le prime venti posizioni. Il 12 agosto 2013 la cantante annuncia che l'album in studio di debutto, intitolato Pure Heroine, sarebbe stato pubblicato il 27 settembre 2013 e ne rivela anche la copertina e la lista delle tracce contenute al suo interno. Pure Heroine, i cui brani sono stati interamente scritti da Lorde e Joel Little e prodotti da quest'ultimo, sin dalla sua pubblicazione ha registrato un notevole successo commerciale, tale da raggiungere le prime cinque posizioni delle classifiche di Australia, Canada, Irlanda, Norvegia, Nuova Zelanda, Regno Unito e Stati Uniti d'America e vendere nel corso del 2013 oltre un milione di copie e più di tre milioni di copie complessive.
Il 13 settembre è stato estratto come terzo singolo Team, accolto da un forte apprezzamento da parte di pubblico e critica, tanto che il suo videoclip di accompagnamento, pubblicato il 4 dicembre successivo su YouTube, ha mandato temporaneamente in crash il sito vista la popolarità. Sempre nel mese di settembre Lorde realizza una cover del brano Everybody Wants to Rule the World dei Tears for Fears, inclusa nella colonna sonora dei film Hunger Games: La ragazza di fuoco e Dracula Untold. Nello stesso periodo ha inizio dal Nord America il Pure Heroine Tour, che tiene la cantante impegnata fino all'autunno dell'anno seguente.

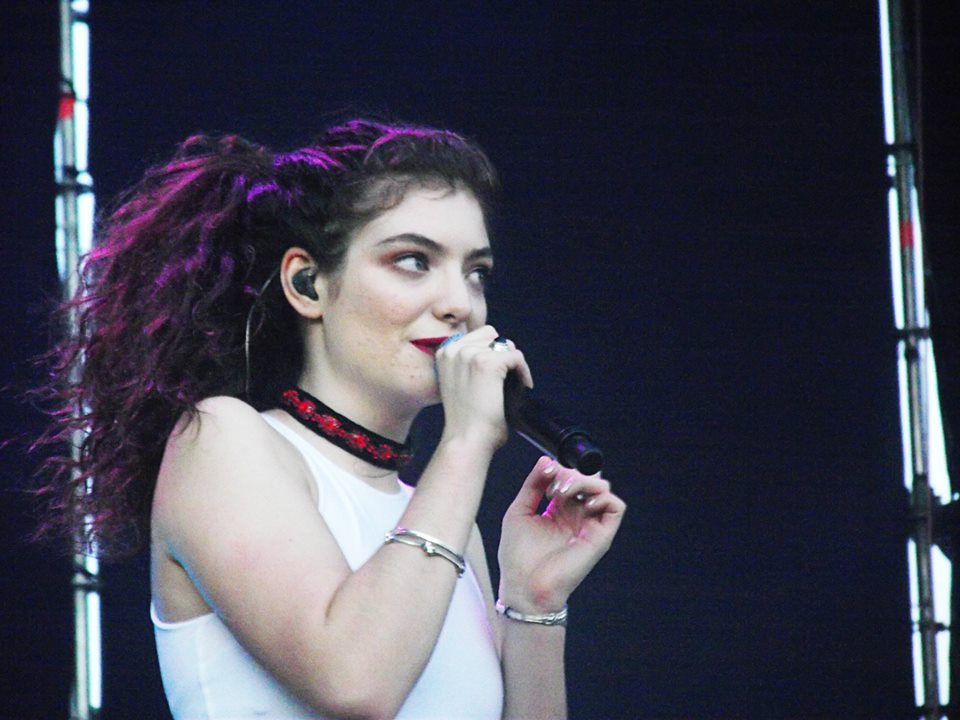
Lorde al Lollapalooza Festival in Argentina nel 2014

Nell'aprile 2014 ha cantato All Apologies durante l'introduzione del gruppo musicale dei Nirvana presso la Rock and Roll Hall of Fame e il 29 settembre successivo è stato presentato ufficialmente al pubblico su Vevo il singolo Yellow Flicker Beat, singolo trainante della colonna sonora del film Hunger Games: Il canto della rivolta - Parte 1. Per l'intero progetto la cantante stessa ha supervisionato la selezione di ogni brano al suo interno e collaborati vocalmente ad altre due tracce. Nel settembre 2015 il gruppo musicale dei Disclosure ha pubblicato Magnets, quarto singolo apri-pista al loro album Caracal ed interpretato vocalmente da Lorde. Il brano riscuote grande successo in Nuova Zelanda, dove raggiunge il secondo posto delle graduatorie, e Australia.

### 2016-2018:Melodrama
Il 22 febbraio 2016, in occasione della 36ª edizione dei BRIT Awards tenutasi presso la O2 Arena di Londra, Lorde ha presentato dal vivo una propria reinterpretazione di Life on Mars?, celebre brano di David Bowie, come omaggio alla scomparsa di quest'ultimo avvenuta un mese prima. La scelta di affidare l'esibizione era ricaduta su Lorde per volere dei familiari e del management di Bowie stesso, in quanto questo ultimo in passato l'aveva elogiata definendola come «il futuro della musica».
Sei mesi più tardi la cantante rivela i primi dettagli circa il nuovo album di inediti, comunicando ad un fan sulla rete sociale di averne completato il processo di scrittura e di essere in fase di produzione. Nel novembre dello stesso anno, attraverso una lettera divulgata sulla rete sociale per celebrare il suo imminente compleanno, la cantante ha scritto: «Scrivere Pure Heroine è stato il mio modo di sancire la nostra gloria adoloscenziale, mettendola in luce per sempre in modo che una parte di me non muoia mai, e questo disco – beh, questo è su ciò che viene dopo... La festa sta per iniziare. Sto per mostrarvi il nuovo mondo.» Di conseguenza, diverse riviste musicali hanno incominciato ad anticipare l'imminente uscita di nuova musica da parte della cantante a inizio 2017. Il 2 marzo 2017, come preannunciato dalla Republic Records e dalla cantante stessa, viene pubblicato il singolo Green Light, volto ad anticipare il secondo album in studio Melodrama. Green Light è stato acclamato dalla critica; le testate New Musical Express e The Guardian l'hanno eletto miglior brano del 2017. Si è spinto fino alla prima posizione delle classifica neozelandese, alla quarta in Australia e alla nona in Canada. La canzone è stata eseguita dal vivo per la prima volta l'11 marzo seguente durante un'apparizione al noto talk show americano Saturday Night Live, nella quale la cantante ha presentato anche il singolo promozionale Liability.

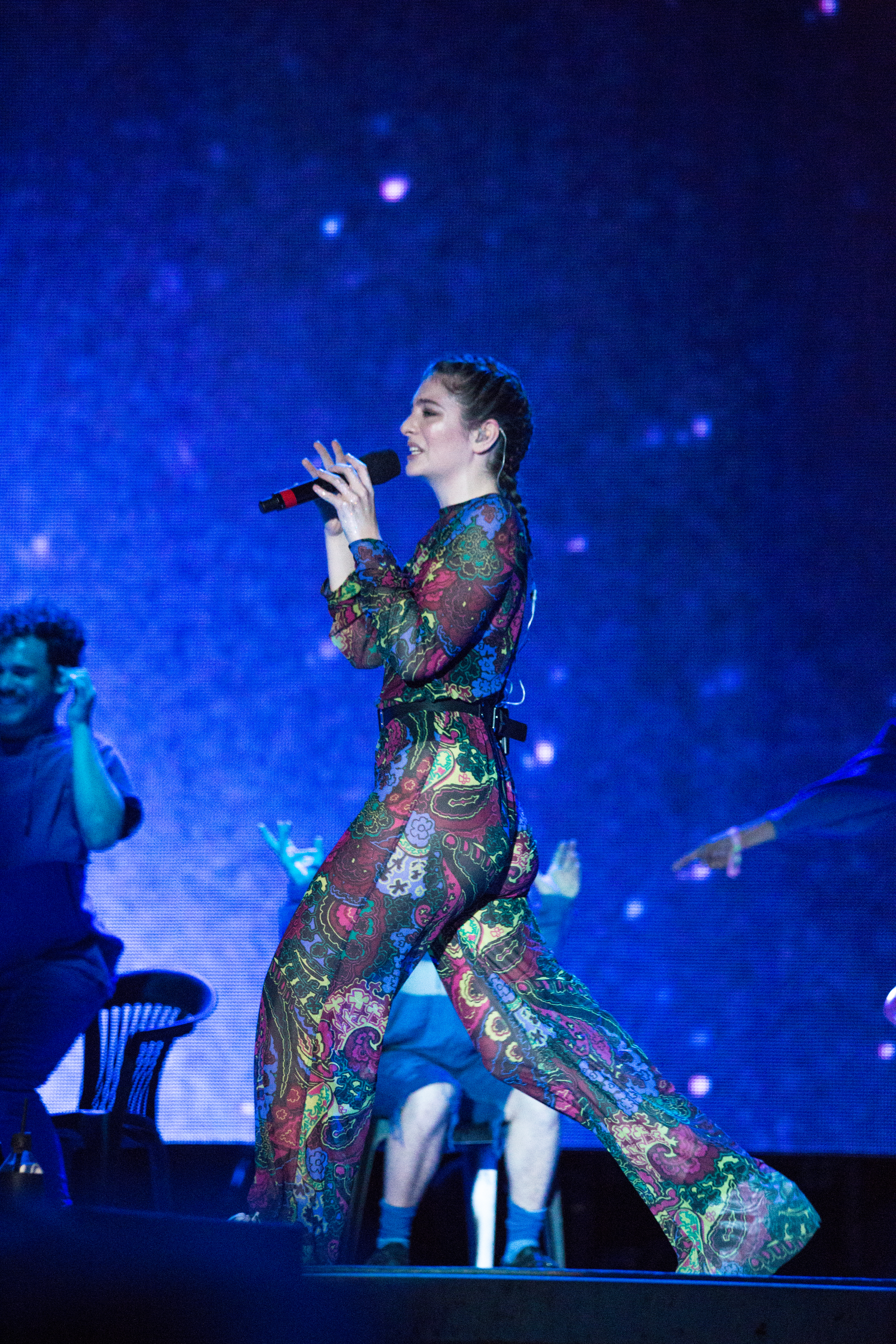
Lorde al Bonnaroo Festival nel 2017

Nel mese di giugno, poco dopo la pubblicazione di Perfect Places come secondo singolo ufficiale, Lorde ha annunciato il secondo tour a livello mondiale, il Melodrama World Tour, comprendente concerti in Europa, Oceania ed America del Nord tra l'autunno 2017 e la primavera 2018. Al momento della sua pubblicazione, avvenuta il 16 giugno 2017, Melodrama viene accolto con ampi consensi da parte della critica specializzata, tanto da totalizzare un punteggio di 91 su 100 nell'aggregatore di recensioni Metacritic e da essere considerato dall'unanimità come uno dei migliori progetti del 2017; sempre Metacritic ha eletto l'album il secondo più acclamato del 2017, dietro solo a Damn di Kendrick Lamar, mentre Rolling Stone lo ha incluso nell'edizione aggiornata al 2020 della lista riguardante i 500 migliori album della storia della musica alla 460ª posizione. Ha anche ricevuto una candidatura al Grammy Award all'album dell'anno nel 2018. Anche dal punto di vista commerciale l'album si rivela un grande successo, riuscendo ad esordire al vertice delle classifiche di Australia, Canada, Nuova Zelanda e Stati Uniti e penetrando entro i primi dieci posti delle graduatorie di oltre dieci Paesi del globo.
Nel mese di agosto Lorde pubblica sul suo canale Vevo il videoclip ufficiale di Perfect Places e si esibisce nell'ambito degli MTV Video Music Awards 2017 con il brano Homemade Dynamite. L'esibizione ha suscitato un notevole impatto mediatico perché, per la prima volta nella storia della manifestazione, è stata eseguita ballando e non cantando. Homemade Dynamite è stato in seguito estratto come singolo in una versione remix incisa con la collaborazione dei colleghi statunitensi Khalid, Post Malone e SZA.
Il Melodrama World Tour si sarebbe dovuto concludere il 5 giugno 2018 con un concerto in Israele. Tuttavia, nel mese di dicembre 2017, la cantante ha cancellato il concerto in seguito a una campagna online da parte di alcuni attivisti palestinesi a supporto della campagna Boicottaggio, disinvestimento e sanzioni contro Israele. Sebbene Lorde non abbia esplicitamente precisato le ragioni dietro la cancellazione, ha ammesso di non essere stata a conoscenza dei disordini politici che interessavano all'epoca il territorio e che «la decisione giusta fosse quella di annullare». I gruppi che sostengono la creazione di uno Stato palestinese indipendente hanno accolto con favore la sua decisione, mentre i sostenitori di Israele l'hanno ampiamente criticata. Così facendo, il tour si è concluso il 31 maggio 2018 a Mosca.

### 2019-2023:Solar Power
Attraverso un'e-mail indirizzata ai fan nel maggio 2020, Lorde comunica di aver iniziato a fine 2019 la lavorazione al terzo album di inediti con il musicista e produttore Jack Antonoff, continuando in tal modo il sodalizio musicale intrapreso con il predecessore Melodrama. Nel novembre dello stesso anno, la cantante annuncia la pubblicazione di un libro fotografico che documenta il suo viaggio compiuto in Antartide nel gennaio 2019, intitolato Going South e distribuito a partire dal giugno 2021. Durante un'intervista promozionale concessa a Antarctica New Zealand, Lorde ha anche rivelato di aver tratto ispirazione da questa esperienza per la scelta del titolo del nuovo album.
Nel maggio 2021 il sito web del Primavera Sound Festival, nell'annunciare la partecipazione di Lorde all'edizione 2022 della manifestazione, diffonde in concomitanza la notizia relativa all'imminente pubblicazione di nuova musica da parte della cantante. Poche settimane dopo, il 7 giugno 2021, il sito web della cantante svela il titolo e la copertina ufficiale del primo singolo estratto, Solar Power. Il brano viene messo in commercio a partire dall'11 giugno 2021 in concomitanza con l'annuale eclissi solare ed è stato accompagnato dal rispettivo videoclip musicale ufficiale.

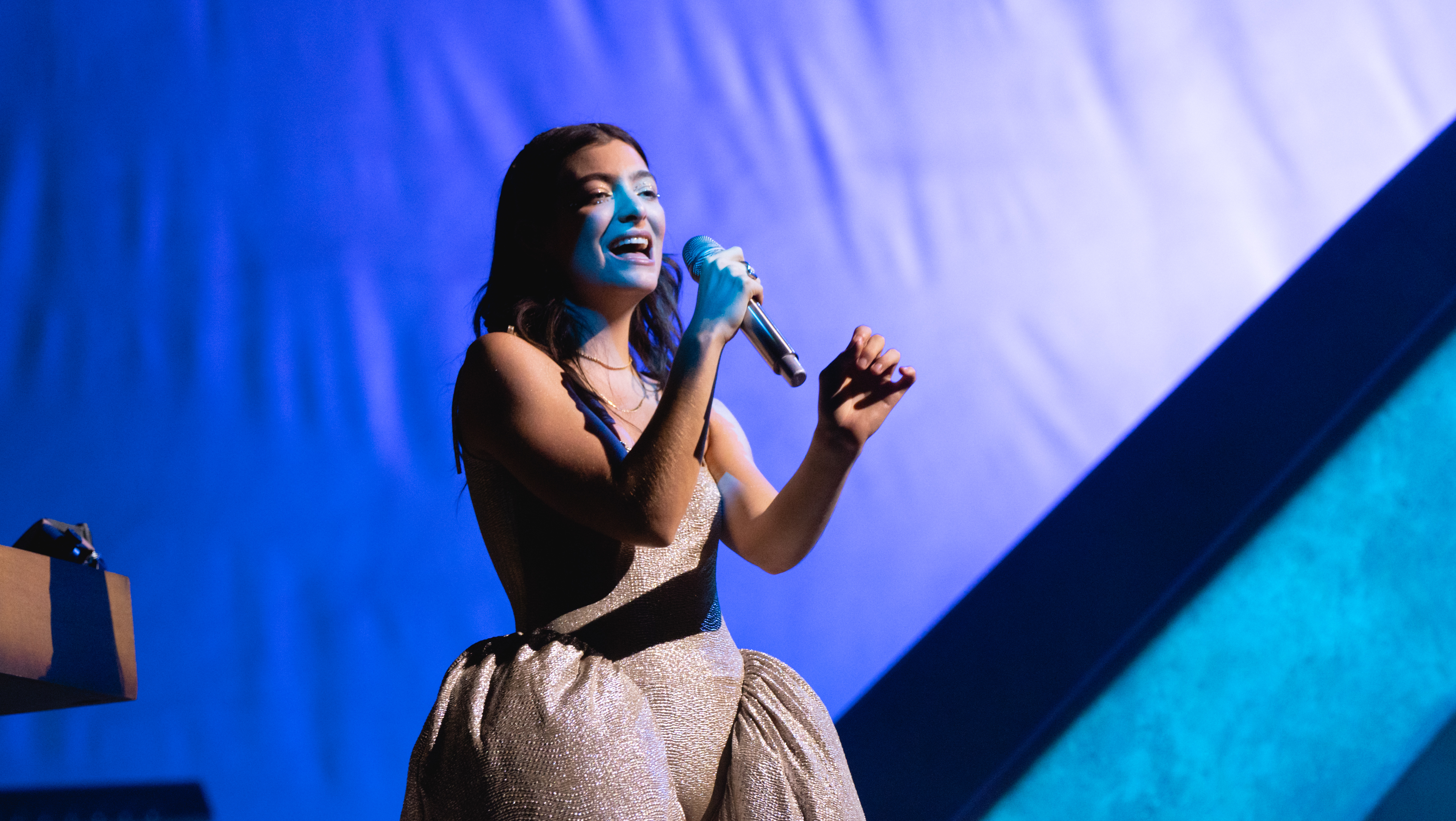
Lorde in concerto nel 2022

Il singolo, oltre ad essere il primo estratto ufficiale, dà anche il titolo al terzo album in studio della cantante, pubblicato il 20 agosto 2021. I singoli Stoned at the Nail Salon e Mood Ring, messi in commercio rispettivamente nei mesi di luglio e agosto, hanno ulteriormente anticipato la pubblicazione del disco. Solar Power è stato accolto moderatamente sia dalla critica che dal pubblico; per promuovere il progetto, la cantante ha annunciato il Solar Power Tour iniziato negli Stati Uniti nel 2022, e proseguito in Europa, Sud America e Oceania fino all'anno successivo. La date della tappa neozelandese, tenutasi nella primavera 2023, hanno subito posticipazioni, annullamenti o spostamenti di impianto a causa del ciclone Gabrielle che ha colpito il Paese durante il periodo del tour; il doppio concerto di chiusura si è tenuto in aprile ad Hastings, nella Baia di Hawke, una delle aree maggiormente colpite dal ciclone.
Il 9 settembre 2021 Lorde ha pubblicato il suo quarto EP Te Ao Mārama, composto da cinque brani estrapolati da Solar Power cantati interamente in lingua maori. La cantante ha anche rivelato che gli interi proventi derivati dall'acquisto dell'EP sarebbero stati devoluti in beneficenza ad associazioni neozelandesi.

### 2024-presente:Virgin
Nel 2024 Lorde incide una propria reinterpretazione di Take Me to the River come parte dell'album tributo del gruppo musicale Talking Heads, e affianca Charli XCX nella versione remix di Girl, So Confusing, confermando in quest'ultimo caso le congetture da parte dei media secondo cui il testo originale del brano parli della relazione complicata tra le due artiste. Il remix è stato acclamato dalla critica specializzata, che lo ha definito il migliore all'interno dell'album Brat and It's Completely Different but Also Still Brat; a fine anno, è stato eletto dalle testate Business Insider, Exclaim! e The Independent come miglior pubblicazione musicale del 2024.
Sempre al 2024 risalgono le prime indiscrezioni da parte della cantante circa il quarto album in studio di prossima pubblicazione. Il singolo apri-pista What Was That è stato reso disponibile il 24 aprile 2025, seguito a fine maggio da Man of the Year e a fine giugno da Hammer. L'album di provenienza, intitolato Virgin, ha fatto invece seguito il 27 giugno.  Il progetto verrà promosso attraverso una tournée mondiale, l'Ultrasound World Tour, comprensiva di una data presso l'Unipol Arena di Casalecchio di Reno nel novembre 2025.

## Stile musicale e influenze

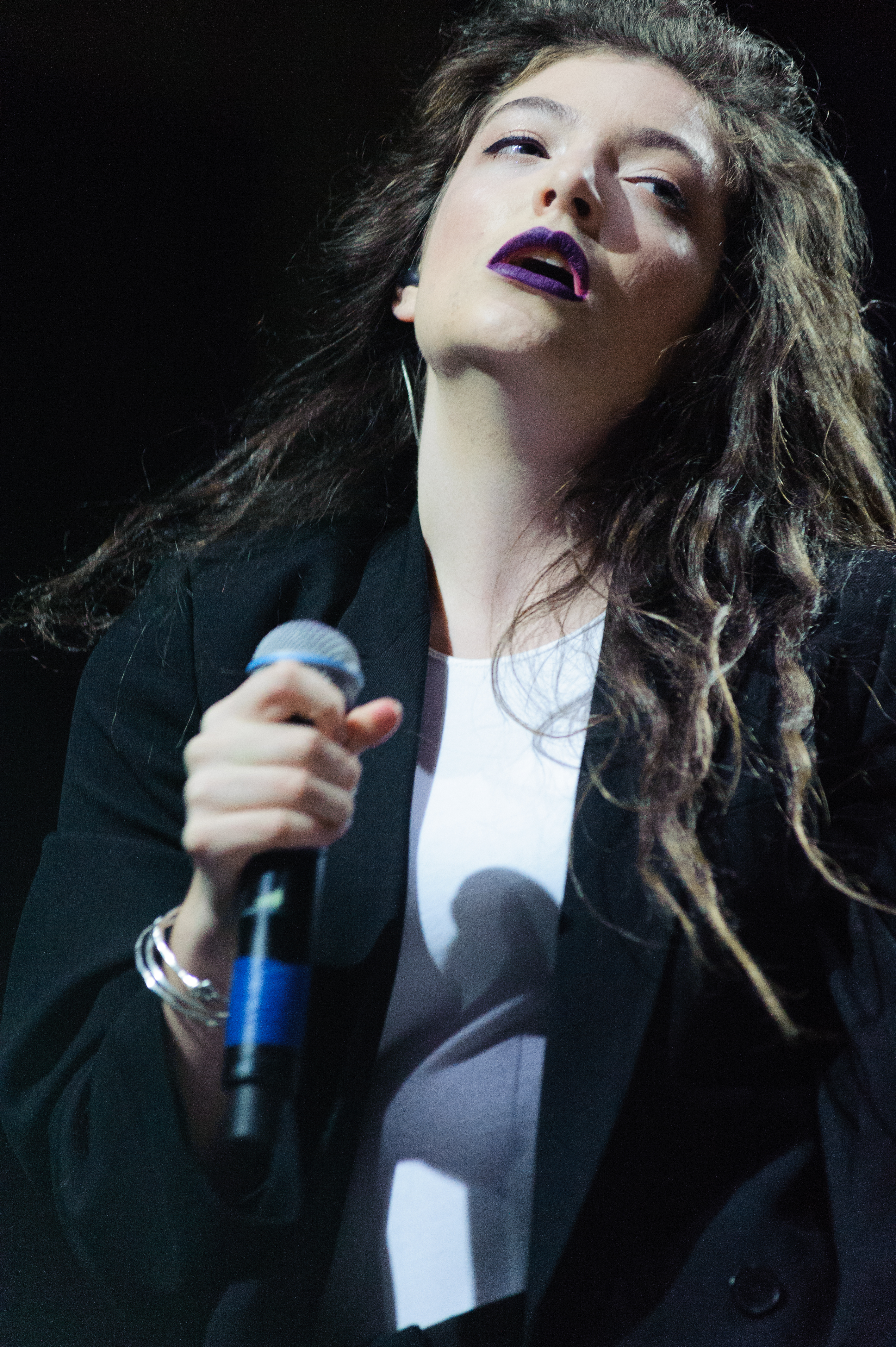
Lorde al Coachella Valley Music and Arts Festival nell'aprile 2014

Sostanzialmente, la musica di Lorde trae origine dalla fusione di generi quali l'art pop, il dream pop, l'indie pop, l'elettropop e l'indietronica, talvolta andando ad incorporare anche sonorità provenienti dall'hip hop e dall'R&B. Il sito SentireAscoltare ha più volte utilizzato il termine «(ch)art pop» per definire l'operato di Lorde, descrivendolo come un interessante incrocio tra art pop e velleità da classifica, sia all'interno della recensione di The Love Club, sia per quella dell'album Pure Heroine.
Le più significative ispirazioni della cantante neozelandese sono Etta James, Otis Redding, Grimes, gli Sleigh Bells e Lady Gaga. Per la composizione dei propri testi e la costruzione del fraseggio, è influenzata da numerosi artisti fra cui Nicki Minaj, Wells Tower, Tobias Wolff, Lana Del Rey, Kanye West, Claire Vaye Watkin, Raymond Carver, Tobias Wolff, Sylvia Plath, Walt Whitman e Thomas Stearns Eliot. Inoltre, il rapper J. Cole e i produttori di musica elettronica, etichettati dalla stessa Lorde come «davvero interessanti», Katy Perry, Justin Timberlake, Bruno Mars e Sara Bareilles costituiscono le principali influenze dal punto di vista vocale.
Durante il processo di realizzazione dell'album Melodrama, Lorde si è fatta influenzare dagli stili musicali espressi da artisti quali Phil Collins, Don Henley, Tom Petty, Joni Mitchell, Leonard Cohen e Robyn. Si è inoltre ispirata alle interpretazioni vocali di Kate Bush e Sinéad O'Connor e dall'uso del vocoder da parte di Laurie Anderson. In quel periodo, la cantante ha ascoltato frequentemente gli album Graceland di Paul Simon (1986) e Anti di Rihanna (2016), mentre si spostava con la metropolitana a New York o di ritorno in taxi dalle feste organizzate nella sua città natale Auckland.
L'estensione vocale di Lorde è da contralto, nonostante la cantante riesca a raggiungere anche quella da mezzosoprano. La voce risulta essere l'aspetto prevalente per la cantante, come la stessa ha ripetutamente dichiarato, che proprio per questo motivo raramente si ritrova a suonare personalmente strumenti musicali durante il processo di lavorazione ai suoi progetti o sul palco. Evan Sawdey di PopMatters descrive la voce della neozelandese come «unica e fortemente intrigante», Jason Lipshutz di Billboard come «dinamica, appassionata e riservata», mentre The Guardian ne ha esaltato «la dolcezza, la sensualità e l'asprezza interpretativa.» In un articolo pubblicato dal sito web The A.V. Club, infine, Kevin McFarland scrive che «la voce [di Lorde] è l'alfa e l'omega del suo talento. Possiede più presenza e sviluppo rispetto a cantanti più grandi di lei. La sua voce non è in piena espansione o sopraffazione, ma piuttosto appare mistificante e seducente sia se galleggia da sola in un mare di riverberi e blip digitali sia se inondata da una moltitudine di sovraincisioni corali.»

## Altre attività
Il 10 giugno 2014 viene messa in commercio una linea di make-up creata da Lorde in collaborazione con la nota azienda canadese MAC Cosmetics, comprendente un rossetto e un eye liner. Qualche giorno dopo, l'artista ha girato un video per la Commissione elettorale al fine di incoraggiare i giovani neozelandesi alla partecipazione al voto in occasione delle elezioni generali in Nuova Zelanda del 2014, seppure all'epoca fosse troppo giovane per esprimere un voto.

## Vita privata
Lorde è stata sentimentalmente legata al fotografo neozelandese James Lowe da fine 2013 a fine 2015, mentre dal 2015 al 2023 ha frequentato Justin Warren, un discografico neozelandese che lavora per conto di Universal Music Group e di 17 anni più grande di lei. In entrambi i casi, la fine della relazione ha ispirato la stesura dei testi dei brani contenuti in due dei suoi album, rispettivamente Melodrama e Virgin.

## Filantropia
Lorde è stata coinvolta in numerose iniziative di natura filantropica. Il brano The Love Club è stato incluso nell'album di beneficenza Songs for the Philippines, finalizzato a sostenere le comunità filippine colpite dal tifone Haiyan nel novembre 2013. Nel 2015, la cantante ha registrato Team Ball Player Thing, un singolo di beneficenza insieme al supergruppo Kiwis Cure Batten, per raccogliere fondi da devolvere alla ricerca di una cura contro la malattia di Batten. Sempre nel 2015 è stata inclusa nella compilation The Art of Peace: Songs for Tibet II, i cui proventi vengono destinati ad associazioni che promuovono la preservazione della cultura tibetana.
Nel 2016 Lorde ha donato 20 000 dollari a Fuel the Need, un'associazione neozelandese che fornisce assistenza alimentare agli studenti in difficoltà economiche. Nel 2018 ha donato 5 000 dollari all'ospedale pediatrico Starship di Auckland per l'acquisto di cinque nuove apparecchiature di monitoraggio neurologiche. Sempre dal 2018 la cantante ricopre il ruolo di finanziatrice dell'organizzazione MusicHelps, che aiuta i giovani neozelandesi alle prese con malattie mentali.

## Discografia
- 2013 – Pure Heroine
- 2017 – Melodrama
- 2021 – Solar Power
- 2025 – Virgin

## Tournée
- 2013/14 – Pure Heroine Tour
- 2017/18 – Melodrama World Tour
- 2022/23 – Solar Power Tour
- 2025/26 – Ultrasound World Tour

## Scritti
- Going South (2021)

## Riconoscimenti
(Commento redatto dalla rivista Billboard)

Firma di Lorde

Nonostante la giovane età, Lorde è divenuta in breve tempo una tra le artiste più premiate del panorama musicale contemporaneo. Tra i suoi premi si annoverano due Grammy Award, due BRIT Award, un MTV Video Music Award, due MTV Europe Music Awards, due Billboard Music Awards e tre World Music Awards. L'artista è anche più premiata nella storia degli New Zealand Music Awards, avendo accumulato dal 2013 al 2022 ben diciannove premi individuali, dietro solo alla collega connazionale Bic Runga con venti.
Sia nel 2013 che nel 2014 Lorde è stata inclusa nella classifica riguardante gli adolescenti più influenti del pianeta, stilata da Mark Metcalfe per la rivista Time, il quale ha giustificato tale scelta notando come l'artista stia «forgiando la propria strada.» Nel mese di gennaio del 2014 anche il settimanale Forbes ha inserito la cantante nella sua nota 30 Under 30, vale a dire la lista riguardante i giovani «che stanno cambiando il nostro mondo», risultando essere la persona più giovane presente in tale classifica. Il 13 maggio 2015 il celebre museo delle cere Madame Tussauds di Hollywood ha inaugurato la prima e finora unica statua ritraente la cantante.